# 绵毛葡萄
绵毛葡萄（学名：Vitis retordii）为葡萄科葡萄属的植物。分布于中国大陆的广东、贵州、广西、海南等地，生长于海拔200米至1,000米的地区，多生于沟谷疏林、山坡及灌丛中，目前尚未由人工引种栽培。